# Rosa Blanca
La Rosa Blanca (en alemán: Weiße Rose) fue un grupo de resistencia en la Alemania nazi durante la Segunda Guerra Mundial, fundado en junio de 1942, por iniciativa de Hans Scholl, estudiante en la Universidad de Múnich y varios amigos suyos. Se remitían a los valores cristianos y humanistas y actuaron de forma no violenta contra la dictadura nacionalsocialista. Redactaron, imprimieron y repartieron de manera clandestina un total de seis panfletos, en los que se denunciaban los crímenes perpetrados  por el régimen y se llamaba a la gente a la resistencia. En febrero de 1943 la Gestapo detuvo a varios miembros del grupo; en pocos días fueron juzgados, condenados a muerte y ejecutados en la guillotina. En Alemania siguen  estando presentes a día de hoy como símbolos de coraje civil e integridad moral.        

## Miembros
El núcleo de la organización estaba constituido por Hans Scholl, Sophie Scholl, Willi Graf, Alexander Schmorell, Christoph Probst (estudiantes de la Universidad de Múnich, con edades comprendidas entre 21 y 25 años) y el catedrático Kurt Huber. Muchas personas los apoyaban, participaban  incluso en sus actos; quienes estaban al tanto del grupo y simplemente guardaban el secreto, dadas las circunstancias, ya hacían una aportación valiosa. No había miembros formales.

## Fundación
A principios de 1941, el estudiante de medicina Hans Scholl conoció a su compañero de estudios Alexander Schmorell, entre cuyos amigos figuraba Christoph Probst, que también estudiaba medicina. En mayo de 1942, Sophie Scholl inició sus estudios de biología y filosofía en Múnich. En junio, en una velada nocturna, Hans Scholl se encontró por primera vez personalmente con Kurt Huber, a cuyas clases ya había asistido. Willi Graf, por su parte, quien también estudiaba medicina desde abril de 1942, conoció ese verano a Hans Scholl y a Probst. Tras la experiencia en el frente y los relatos sobre los asesinatos en Polonia y Rusia,  Alexander Schmorell y Hans Scholl decidieron que había que actuar. Ese verano redactaron los primeros cuatro panfletos y los enviaron anónimamente por correo a intelectuales en la zona de Múnich.  

## Actividad clandestina
El grupo redactó, imprimió y repartió un total de seis panfletos (en ediciones que al final llegaron a alcanzar los 9000 ejemplares) en los que se denunciaban los crímenes de los nazis y se llamaba a la resistencia. Tras la batalla de Stalingrado también hicieron grafitis en fachadas públicas de Múnich con lemas en contra de Hitler y el nazismo.  

## ¿Qué y quienes influyeron en la Rosa Blanca, y cómo se plasma en sus escritos?
Los historiadores han elaborado, a partir de los panfletos, de documentos que se han conservado, así como de recuerdos de  testigos contemporáneos, un rico panorama de las razones y los motivos que tenían los participantes.    

### Humanismo burgués
En los círculos sociales académicos a los que pertenecían estas personas se daba por supuesto el interés por la literatura, el arte y la música. Siendo estudiantes, tenían un amplio horizonte cultural. Asistían a conciertos, leían casi a diario a los autores clásicos como Goethe, Shakespeare, Dostojevski, Tolstoi, etc. así como a escritores contemporáneos. En sus panfletos, hacían referencia a Schiller y Goethe, Laotse, Aristóteles, y también a pasajes de la Biblia; es decir, se afirmaban como pertenecientes a civilización cristiana, occidental.  
"Si todos esperan a que el otro empiece, los mensajeros de la némesis vengadora se acercarán más y más, imparables. Entonces se habrá lanzado a las fauces del demonio insaciable hasta la última víctima. Por ello cada uno debe ser consciente de su responsabilidad en tanto que miembro de la civilización cristiana occidental y defenderse tanto como pueda." (del primer panfleto).  
Los autores del texto ponen de manifiesto la contradicción esencial entre la tradición humanística y la ideología nacional socialista, que es en realidad "anti racional" e hipócrita.  
"No hay manera de razonar con el nacionalsocialismo por qué no es racional. No es correcto hablar de una visión del mundo nacional socialista, pues si existiera habría que intentar demostrarla o combatirla. pero la realidad nos muestra una imagen muy diferente: ya desde el principio mismo este movimiento tenía que engañar a los demás. Ya entonces estaba podrido por dentro y solo podía salvarse mintiendo continuamente." (del segundo panfleto).  
El segundo panfleto, uno de los pocos documentos que se conocen de la resistencia alemana, ya habla abiertamente del asesinato de los judíos y de la eliminación planificada de la élite polaca en la Polonia ocupada por los alemanes. Esta se considera expresión del carácter criminal del régimen. Afirman que la incomprensible pasividad general hizo posible y fomentó estos crímenes.  
"Valga como ejemplo el hecho de que desde la ocupación de Polonia trescientos mil judíos han sido asesinados de forma brutal. Aquí vemos el desprecio más terrible a la dignidad humana, un crimen que no tiene parangón en toda la historia de la humanidad."  
"¿Por qué esta apatía del pueblo alemán ante crímenes tan indignos y despreciables? No hay casi nadie que se lo plantee. Es un hecho que se acepta porque sí. Y de nuevo el pueblo alemán duerme su sueño estúpido y le da ánimo a los criminales fascistas, les da la oportunidad de seguir  haciendo salvajadas, y las hacen." (del segundo panfleto)  

## Persecución, detención y condena
La noche del 15 al 16 de febrero de 1943 el grupo repartió entre 800 y 1200 octavillas en Múnich. El 18 de febrero Hans y Sophie llegaron hacia las 10:45 a la entrada principal de edificio de la universidad. Llevaban una maleta marrón y un maletín, llenos de octavillas, la mayoría con el  sexto panfleto, unas pocas del quinto. Pusieron los papeles a la entrada de las aulas aún cerradas y en los pasillos, en pequeños montones. Cuando ya se encontraban en la salida de atrás se dieron la vuelta y volvieron al primer piso donde dejaron unas cuantas octavillas más. Luego fueron corriendo al segundo piso, desde donde Sophie lanzó el resto de los papeles al atrio de la universidad. Un conserje los vio y junto con otros más sujetaron a los dos jóvenes hasta que llegó la Gestapo. El mismo día también detuvieron a Willi Graf y a su hermana Anneliese. A Hans y Sophie los llevaron a la central de la Gestapo donde los estuvieron interrogando por separado hasta el 21 de febrero. En los siguientes días también apresaron a Probst, Schmorell y a Kurt Huber.
Universidad de Múnich:  Willi Graf, Kurt Huber, Christoph Probst, Alexander Schmorell, Hans Scholl y Sophie Scholl. El grupo llevó a cabo una campaña de panfletos anónimos y grafiti que invitaba a una oposición activa al régimen nazi. Sus actividades iniciaron en Múnich en junio de 1942 y terminaron el 18 de febrero de 1943 con el arresto de los miembros principales del grupo por parte de la Gestapo. Los miembros de la Rosa Blanca, todos ellos cristianos, redactaron, imprimieron y distribuyeron seis hojas en las que se llamaba a la resistencia contra el nacionalsocialismo. Al igual que otros miembros y simpatizantes del grupo que siguieron distribuyendo los panfletos, fueron objeto de farsas judiciales por parte del Tribunal del pueblo (Volksgerichtshof) nazi, y muchos de ellos fueron arrestados y ejecutados.  
Hans y Sophie Scholl, así como Christoph Probst, murieron en la guillotina cuatro días después de su arresto, el 22 de febrero de 1943. Durante el juicio, Sophie interrumpió al juez en múltiples ocasiones. Nunca se le dio oportunidad alguna a quienes fueron juzgados de hablar. 
El grupo escribió, imprimió e inicialmente distribuyó sus panfletos en la gran región de Múnich. Más tarde, transportistas secretos llevaron copias a otras ciudades, principalmente en el sur de Alemania. En julio de 1943, aviones aliados lanzaron su sexto y último panfleto sobre Alemania con el título de El manifiesto de los estudiantes de Múnich. En total, la Rosa Blanca fue autora de seis panfletos, que se multiplicaron y difundieron, en un total de unos 15.000 ejemplares. Denunciaban los crímenes y la opresión del régimen nazi y llamaban a la resistencia. En su segundo folleto, denunciaban abiertamente la persecución y el asesinato en masa de judíos. En el momento de su detención, los miembros de la Rosa Blanca estaban a punto de establecer contactos con otros grupos de resistencia alemanes, como el Círculo de Kreisau o el grupo Schulze-Boysen/Harnack de la Orquesta Roja. 

## Personas vinculadas
Los estudiantes de la Universidad de Múnich constituyeron el núcleo de la Rosa Blanca: los hermanos Hans Scholl y Sophie Scholl, Alexander Schmorell, Willi Graf, Christoph Probst y Kurt Huber, un profesor de filosofía y musicología.
Estaban apoyados por otras personas, incluyendo: Traute Lafrenz, Katharina Schüddekopf, Lieselotte "Lilo" Ramdohr, Jürgen Wittenstein, Marie-Luise Jahn, Falk Harnack (posteriormente director de cine), Hubert Furtwängler, Wilhelm Geyer, el arquitecto Manfred Eickemeyer (en cuyo estudio se reunía el grupo), el librero Josef Söhngen (cuyos sótanos sirvieron como almacén para las hojas), Heinrich Guter, Heinrich Bollinger, Helmut Bauer, Harald Dohrn (suegro de Christoph Probs), Hans Conrad Leipelt, Gisela Schertling, Rudi Alt y Wolfgang Jaeger. La mayoría tenía unos veinte años. Wilhelm Geyer enseñó a Alexander Schmorell cómo hacer las plantillas de estaño usadas en las campañas con grafitis.Eugen Grimminger de Stuttgart financió sus operaciones. Grimminger fue arrestado el 2 de marzo de 1943, sentenciado a diez años en una institución penal por alta traición por el «Tribunal del Pueblo» el 19 de abril de 1943 y estuvo apresado en la institución penal de Ludwigsburg hasta abril de 1945. Su mujer Jenny fue asesinada en el campo de exterminio de Auschwitz-Birkenau, probablemente el 2 de diciembre de 1943. La secretaria de Grimminger, Tilly Hahn, contribuyó con sus propios fondos a la causa, y actuó como enlace entre Grimminger y el grupo en Múnich. Con frecuencia transportaba suministros como sobres, papel y una máquina duplicadora adicional desde Stuttgart a Múnich. Además, un grupo de estudiantes en la ciudad de Ulm distribuyó un número de panfletos del grupo y fueron arrestados y juzgados. En este grupo estaban la amiga de la infancia de Sophie Scholl, Susanne Hirzel, su hermano adolescente Hans Hirzel y Franz Josef Müller.
Contaron también con el apoyo de Heinz Brenner, y el pintor Wilhelm Geyer, que alquiló el estudio de Eickemeyer y dio la llave a Hans Scholl.

## Historia

### Alemania en 1942
El sobreviviente de la Rosa Blanca, Jürgen Wittenstein, describió cómo era para los alemanes comunes vivir en la Alemania nazi:

El gobierno, o mejor dicho, el partido, controlaba todo: los medios de comunicación, las armas, la policía, las fuerzas armadas, el sistema judicial, las comunicaciones, los viajes, todos los niveles de educación desde el jardín de infancia hasta las universidades, todas las instituciones culturales y religiosas. El adoctrinamiento político comenzaba a una edad muy temprana, y continuaba por medio de las Juventudes Hitlerianas con el objetivo final de un control mental completo. Se exhortó a los niños en la escuela a denunciar incluso a sus propios padres por comentarios despectivos sobre Hitler o la ideología nazi.
George J. Wittenstein, M.D., "Memorias de la Rosa Blanca", 1979

Las actividades de la Rosa Blanca empezaron en el otoño de 1942. Este fue un momento especialmente crítico para el régimen nazi: tras las victorias iniciales en la Segunda Guerra Mundial, la población alemana pasó a ser más consciente de las pérdidas y los daños de la guerra. En el verano de 1942, la Wehrmacht alemana se estaba preparando para una nueva campaña militar en el sur del Frente Oriental para retomar la iniciativa tras la anterior derrota cerca de Moscú. Esta ofensiva alemana fue inicialmente muy exitosa, pero se estancó en el otoño de 1942. En febrero de 1943, el Ejército Alemán se tuvo que enfrentar a una derrota mayor en la Batalla de Stalingrado. Durante este tiempo, los autores de los panfletos no pudieron ser descubiertos ni las autoridades nazis pudieron detener la campaña. Cuando Hans y Sophie Scholl fueron descubiertos y arrestados mientras distribuían folletos en la Universidad Ludwig Maximilian de Múnich, el régimen reaccionó brutalmente. Como el «Volksgerichtshof» no estaba sujeto a la ley, sino dirigido por la ideología nazi, sus acciones fueron declaradas ilegales en la Alemania de la posguerra. Por lo tanto, la ejecución de los miembros del grupo Rosa Blanca, entre muchas otras, se consideraron asesinatos judiciales.

### Trasfondo social
Todos los miembros del grupo central compartieron una formación académica como estudiantes en la Universidad de Múnich. Los hermanos Scholl, Christoph Probst, Willi Graf y Alexander Schmorell fueron criados por padres liberales, independientes y ricos. Alexander Schmorell nació en Rusia, y su primer idioma fue el ruso. Después de que él y Hans Scholl se hicieron amigos en la universidad, Alexander invitó a Hans a la casa de sus padres, donde Hans también conoció a Christoph Probst a principios de 1941. Alexander Schmorell y Christoph Probst ya habían sido amigos desde sus días escolares. Como el padre de Christoph se había divorciado y se había vuelto a casar con una esposa judía, los efectos de las leyes nazis de Núremberg y la ideología racial nazi tuvieron un impacto en las vidas de Christoph y Alexander desde el principio.

### El Movimiento Juvenil Alemán y las Juventudes Hitlerianas
Las ideas y pensamientos del Movimiento Juvenil Alemán (Die deutsche Jugendbewegung), fundado en 1896, tuvieron un gran impacto en la juventud alemana a principios del siglo XX. El movimiento tenía como objetivo proporcionar espacio libre para desarrollar una vida saludable. Un rasgo común de las diversas organizaciones era un anhelo romántico por un estado prístino de las cosas y un retorno a las tradiciones culturales más antiguas, con un fuerte énfasis en el pensamiento independiente y no conformista. Propagaron un retorno a la naturaleza, la fraternidad y las expediciones en grupos. El Deutsche Jungenschaft vom 1.11.1929 (abreviado como «dj1.11.») fue parte de este movimiento juvenil, fundado por Eberhard Koebel en 1929. Christoph Probst era miembro del Movimiento Juvenil Alemán, y Willi Graf era miembro de Neudeutschland («Nueva Alemania»), y el Grauer Orden («Convento Gris»), que eran organizaciones juveniles católicas ilegales.
Las organizaciones juveniles del Partido Nazi se hicieron cargo de algunos de los elementos del Movimiento Juvenil e involucraron a sus miembros en actividades similares a las expediciones de los Boy Scouts, pero también los sometieron a adoctrinamiento ideológico. Algunos, pero no todos, los miembros de la Rosa Blanca se habían unido con entusiasmo a las organizaciones juveniles del partido nazi: Hans Scholl se había unido a las Juventudes Hitlerianas, y Sophie Scholl era miembro del Bund Deutscher Mädel. La membresía en ambas organizaciones juveniles era obligatoria para los alemanes jóvenes, aunque algunos, como Willi Graf, Otl Aicher y Heinz Brenner, se negaron a unirse. La hermana de Sophie y Hans, Inge Scholl, informó sobre el entusiasmo inicial de los jóvenes por la organización juvenil nazi, para consternación de sus padres:

Pero había algo más que nos atrajo con un poder misterioso y nos arrastró: las filas cerradas de jóvenes marchando con estandartes ondeando, los ojos fijos al frente, manteniendo el tiempo para tocar el tambor y la canción. ¿No era este sentido de compañerismo abrumador? ¿No es sorprendente que todos nosotros, Hans, Sophie y los demás, nos hayamos unido a las Juventudes Hitlerianas? Entramos en él con cuerpo y alma, y no podíamos entender por qué nuestro padre no lo aprobaba, por qué no estaba feliz y orgulloso. Por el contrario, estaba bastante disgustado con nosotros.

Las organizaciones juveniles distintas a las dirigidas por el partido nazi fueron disueltas y prohibidas oficialmente en 1936. Tanto Hans Scholl como Willi Graf fueron arrestados en 1937-1938 debido a su membresía en organizaciones prohibidas del Movimiento Juvenil. Hans Scholl se había unido al Deutsche Jungenschaft vom 1. 11. en 1934, cuando él y otros miembros de la Juventudes Hitlerianas en Ulm consideraban que la membresía en este grupo y las Juventudes Hitlerianas eran compatibles. Hans Scholl también fue acusado de transgredir la ley alemana contra la homosexualidad, debido a una relación entre adolescentes del mismo sexo que se remontaba a 1934-1935, cuando Hans tenía solo 16 años. Esto ha sido estudiado en la obra de Eckard Holler, un sociólogo especializado en el Movimiento Juvenil Alemán, así como en las transcripciones de interrogatorios de la Gestapo de arrestos de 1937–38 y con argumentos del historiador George Mosse sobre los aspectos homoeróticos del Movimiento Juvenil «Bündische Jugend» alemán. Como Mosse indicó, los vínculos románticos idealizados entre los jóvenes varones no eran infrecuentes en Alemania, especialmente entre los miembros de las asociaciones «Bündische Jugend». Se argumentó que la experiencia de ser perseguido podía haber llevado a Hans y Sophie a identificarse con las víctimas del estado nazi, proporcionando otra explicación de por qué Hans y Sophie Scholl pasaron de ser líderes ardientes de las Juventudes Hitlerianas a ser apasionados opositores del régimen nazi.

### Religión
El grupo de la Rosa Blanca estaba motivado por consideraciones éticas, morales y religiosas. Apoyaron y acogieron a personas con todo tipo de antecedentes, y no dependía de la raza, el sexo, la religión o la edad. Willi Graf y Katharina Schüddekopf eran católicos devotos. Alexander Schmorell era un cristiano ortodoxo. Traute Lafrenz se adhirió a los conceptos de Antroposofía, mientras que Eugen Grimminger se consideraba budista. Christoph Probst fue bautizado católico poco antes de su ejecución. Su padre Hermann era nominalmente católico, pero también un erudito privado del pensamiento y la sabiduría orientales. En sus diarios y cartas a sus amigos, ambos hermanos Scholl escribieron sobre su lectura de eruditos cristianos, entre ellos las Confesiones de san Agustín de Hipona y Étienne Gilson, discutieron sobre su obra acerca de la filosofía medieval entre otras obras filosóficas dentro de su red de amigos. Los Scholls leyeron sermones de John Henry Newman, y Sophie le dio dos volúmenes de sermones de Newman a su novio, Fritz Hartnagel, cuando fue asignado al Frente Oriental; él le escribió: «Sabemos por quién somos creados, y que tenemos una relación de obligación moral con nuestro creador. La conciencia nos da la capacidad de distinguir entre el bien y el mal». Esta es una paráfrasis del sermón de Newman «El testimonio de la conciencia».
Sirva de ejemplo esta anotación del diario de Sophie Scholl, del 12 de febrero de 1942:[cita requerida]

Cuando miro a los hombres a mi alrededor, y también a mí misma, siento un enorme respeto ante las personas, pues a causa de ellas Dios ha descendido. Por otra parte es lo que menos entiendo. Sí, lo que menos entiendo de Dios es su amor.
Señor, necesito rezar, rogar.
¡Sí! Tendríamos que tener siempre presente cuando nos interrelacionamos que Dios se hizo Hombre por nosotros.

### Mentores y referentes
En 1941, Hans Scholl leyó una copia de un sermón de un crítico del régimen nazi, el obispo católico August von Galen, denunciando la política de eutanasia expresada en la Action T4 (y que se extendió ese mismo año a los campos de concentración nazis con la Action 14f13) con la que los nazis protegerían la genética alemana. Horrorizada por las políticas nazis, Sophie obtuvo permiso para reimprimir el sermón y distribuirlo en la Universidad de Múnich como el primer folleto del grupo antes de su organización formal.
En 1940, Otl Aicher conoció a Carl Muth, el fundador de la revista católica «Hochland». Otl presentó a Hans Scholl a Muth en 1941. En sus cartas a Muth, Hans escribió sobre su creciente atracción por la fe cristiana católica. Both Hans y Sophie Scholl estaban influenciados por Carl Muth, a quien describían como profundamente religioso y opuesto al nazismo. Llamó la atención de los hermanos Scholl sobre la persecución de los judíos, que consideraba pecaminosa y anticristiana.
Sophie Scholl y Willi Graf asistieron a algunas de las conferencias de Kurt Huber en la Universidad de Múnich. Kurt Huber era conocido entre sus estudiantes por las insinuaciones políticas que solía incluir en sus conferencias universitarias, por las cuales criticaba la ideología nazi al hablar de filósofos clásicos como Gottfried Wilhelm Leibniz. Él conoció a Hans Scholl por primera vez en junio de 1942, fue admitido en las actividades de la Rosa Blanca el 17 de diciembre de 1942, y se convirtió en su mentor y el autor principal del sexto panfleto.

### Experiencia en el Frente Oriental en la Segunda Guerra Mundial
Hans Scholl, Alexander Schmorell, Christoph Probst y Willi Graf eran estudiantes de medicina. Sus estudios fueron interrumpidos regularmente por términos de servicio obligatorio como estudiantes soldados en el cuerpo médico de la Wehrmacht en el Frente Oriental. Su experiencia durante este tiempo tuvo un gran impacto en su pensamiento, y también motivó su resistencia, ya que condujo a su desilusión con el régimen nazi.
Alexander Schmorell, quien nació en Orenburg y fue criado por enfermeras rusas, hablaba perfectamente  ruso, lo que le permitió tener contacto directo y comunicación con la población rusa local y su difícil situación. Esto fue invaluable durante su tiempo allí, y pudo transmitir a sus compañeros miembros de la Rosa Blanca lo que no entendieron ni escucharon otros alemanes procedentes del Frente Oriental.
En el verano de 1942, varios miembros de la Rosa Blanca tuvieron que servir durante tres meses en el frente ruso junto con muchos otros estudiantes de medicina varones de la Universidad de Múnich. Allí, observaron los horrores de la guerra, vieron palizas y otros malos tratos a los judíos por parte de los alemanes, y escucharon sobre la persecución de los judíos de fuentes confiables. Algunos presenciaron las atrocidades de la guerra en el campo de batalla y contra las poblaciones civiles en el este. En una carta a su hermana Anneliese, Willi Graf escribió: «Ojalá me hubiera ahorrado la visión de todo lo que tuve que presenciar». Poco a poco, el desapego dio paso a la convicción de que había que hacer algo. No era suficiente mantener las creencias propias y los estándares éticos, sino que había llegado el momento de actuar.

## Origen del nombre
Bajo el interrogatorio de la Gestapo, Hans Scholl dio varias explicaciones sobre el origen del nombre «La rosa blanca», y sugirió que pudo haberlo elegido mientras estaba bajo la influencia emocional de un poema del siglo XIX con el mismo nombre del poeta alemán  Clemens Brentano. También se especuló que el nombre podría haber sido tomado del poeta cubano, del verso de José Martí «Cultivo una rosa blanca» (Versos Sencillos) o de una novela alemana «La rosa blanca», escrita por B. Traven, el autor alemán de «El tesoro de la Sierra Madre». Hans Scholl y Alex Schmorell habían leído esta novela. También escribieron que el símbolo de la rosa blanca tenía la intención de representar la pureza y la inocencia frente al mal.
Se ha argumentado que la respuesta de Hans Scholl a la Gestapo fue intencionalmente engañosa para proteger a Josef Söhngen, el librero antinazi que había brindado a los miembros de la Rosa Blanca un lugar seguro de reunión para el intercambio de información y recibir contribuciones financieras ocasionales. Söhngen guardaba un grupo de libros prohibidos escondidos en su tienda, y también había escondido los folletos cuando habían sido impresos.

## Acciones: los panfletos y los grafitis
Después de sus experiencias en el Frente Oriental, habiendo aprendido sobre los asesinatos en masa en Polonia y Rusia, Hans Scholl and Alexander Schmorell se sintieron compelidos a actuar. De finales de junio hasta mediados de julio de 1942, escribieron los primeros cuatro panfletos. Citando ampliamente la Biblia, Aristóteles y Novalis, así como a Goethe y a Schiller, los poetas icónicos de la burguesía alemana, apelaron a lo que ellos consideraban la intelligentsia alemana, creyendo que esas personas podrían ser fácilmente convencidas por los mismos argumentos que también motivaron a aquellos autores. Estos panfletos eran dejados en listines telefónicos en cabinas telefónicas públicas, enviados por correo a profesores y estudiantes y enviados por correo a otras universidades para su distribución. Del 23 de julio al 30 de octubre de 1942, Graf, Scholl y Schmorell sirvieron nuevamente en el frente ruso, y las actividades cesaron hasta su regreso. En otoño de 1942, Sophie Scholl descubrió que su hermano Hans era uno de los autores de los panfletos y se unió al grupo. Poco después, se unió Willi Graf, y para fines de diciembre de 1942, Kurt Huber se convirtió en miembro de la Rosa Blanca.
En enero de 1943, el quinto folleto, «¡Llamamiento a todos los alemanes!» (Aufruf an alle Deutsche!) se imprimió en una cantidad de entre 6,000 y 9,000 copias, usando una máquina duplicadora manual. Fue llevado a otras ciudades alemanas entre el 27 y el 29 de enero de 1943 por los miembros y simpatizantes del grupo a muchas ciudades, y luego se envió por correo desde allí. Las copias aparecieron en Saarbrücken, Stuttgart, Colonia, Viena, Friburgo, Chemnitz, Hamburgo, Innsbruck y Berlín. Sophie Scholl declaró durante su interrogatorio de la Gestapo que desde el verano de 1942 en adelante, el objetivo de la Rosa Blanca era dirigirse a un rango más amplio de la población. En consecuencia, en el quinto folleto, el nombre del grupo fue cambiado de Rosa Blanca a «Movimiento de Resistencia Alemán", y también el estilo de escritura se volvió más polémico y menos intelectual. Los estudiantes se habían convencido durante su servicio militar de que la guerra se había perdido: «Hitler no puede ganar la guerra, solo puede prolongarla». Apelaron a renunciar al «subhumanismo nacionalsocialista», al imperialismo y al militarismo prusiano «para siempre». Se instó al lector a «¡Apoyar el movimiento de resistencia!» en la lucha por «la libertad de expresión, la libertad de religión y la protección del ciudadano individual de la acción arbitraria de los estados dictadores criminales». Estos fueron los principios que formarían «los cimientos de una nueva Europa».
A finales de enero de 1943, la Batalla de Stalingrado terminó con la capitulación la pérdida casi total del Sexto Ejército de la Wehrmacht. En Stalingrado, la Segunda Guerra Mundial dio un giro decisivo, inspirando a los movimientos de resistencia de los países europeos ocupados entonces por Alemania. También tuvo un efecto devastador en la moral alemana. El 13 de enero de 1943, tuvo lugar una revuelta estudiantil en la Universidad de Múnich después de un discurso del Gauleiter nazi para Múnich y la Alta Baviera, en el cual denunció a los estudiantes varones por no servir en el ejército en las SS-Totenkopfverbände e hizo referencias obscenas a las estudiantes mujeres. Estos eventos alentaron a los miembros de la Rosa Blanca. Cuando se anunció oficialmente la derrota en Stalingrado, enviaron su sexto y último panfleto. El tono de este, escrito por Kurt Huber y revisado por Hans Scholl y Alexander Schmorell, fue más patriótico. Estaba encabezado por «¡Compañeros estudiantes!, ¡Compañeros estudiantes!" (el ahora icónico «Kommilitoninnen! Kommilitonen!») y anunciaba que el «día del juicio final» había llegado para «el tirano más despreciable que nuestra gente haya sufrido». «¡Los muertos de Stalingrado nos conjuran!»
Los días 3, 8 y 15 de febrero de 1943, Alexander Schmorell, Hans Scholl y Willi Graf usaron plantillas de estaño para escribir lemas como «Abajo con Hitler» y «Libertad» en las paredes de la universidad y otros edificios en Múnich.

¿No es cierto que todos los alemanes honestos se avergüenzan de su gobierno en estos días? ¿Quién de nosotros tiene alguna idea de las dimensiones de la vergüenza que nos sobrevendrá a nosotros y a nuestros hijos cuando un día se nos caiga el velo y los más horribles de los crímenes, crímenes que superan infinitamente cada medida humana, lleguen a la luz del día?
Primer panfleto de la Rosa Blanca

Desde la conquista de Polonia, 300,000 judíos han sido asesinados en este país de la manera más bestial ... El pueblo alemán duerme en un sueño aburrido y estúpido y alienta a los criminales fascistas. Cada uno quiere ser exonerado de culpa, cada uno continúa su camino con la conciencia más plácida y tranquila. Pero no puede ser exonerado; ¡él es culpable, culpable, culpable!
Segundo panfleto de la Rosa Blanca.

¿Por qué permites que estos hombres que están en el poder te roben paso a paso, abiertamente y en secreto, un dominio de tus derechos tras otro, hasta que un día no quede nada más que un sistema de estado mecanizado presidido por criminales y borrachos? ¿Tu espíritu ya está tan aplastado por el abuso que olvida que es su derecho, o más bien, su deber moral, eliminar este sistema?
Tercer panfleto de la Rosa Blanca

## Captura, Gestapo, interrogatorio y juicio
El 18 de febrero de 1943, los Scholl llevaron una maleta llena de folletos al edificio principal de la universidad. Apresuradamente arrojaron pilas de copias en los pasillos vacíos para que los estudiantes las encontraran cuando salieron de las salas de conferencias. Antes de que terminaran las conferencias, los Scholls notaron que había algunas copias sobrantes en la maleta y decidieron distribuirlas. Sophie arrojó los últimos folletos restantes desde el piso superior hacia el atrio. Esta acción espontánea fue observada por el hombre de mantenimiento de la universidad, Jakob Schmid. Hans y Sophie Scholl fueron puestos bajo custodia de la Gestapo. Un borrador de un séptimo folleto, escrito por Christoph Probst, fue encontrado en posesión de Hans Scholl en el momento de su arresto por la Gestapo. Mientras Sophie Scholl se deshizo de las pruebas incriminatorias antes de ser detenida, Hans intentó destruir el borrador del último folleto desgarrándolo e intentando tragárselo. Sin embargo, la Gestapo recuperó lo suficiente y pudo comparar la escritura a mano con otros escritos de Probst, que encontraron cuando registraron el apartamento de Hans. El principal interrogador de la Gestapo fue Robert Mohr, quien inicialmente pensó que Sophie era inocente. Sin embargo, después de que Hans hubiera confesado, Sophie asumió la responsabilidad total en un intento de proteger a otros miembros de la Rosa Blanca.
Los Scholl y Probst estaban programados para ser juzgados ante el Volksgerichtshof, el «Tribunal Popular» nazi infame por sus juicios políticos injustos, que la mayoría de las veces terminaron con una sentencia de muerte, el 22 de febrero de 1943. Fueron declarados culpables de traición. Roland Freisler, juez principal del tribunal, los condenó a muerte. Los tres fueron ejecutados el mismo día por guillotina en la prisión de Stadelheim. Los tres se destacaron por el coraje con el que enfrentaron sus muertes, particularmente Sophie, que se mantuvo firme a pesar de los intensos interrogatorios y la intimidación de Freisler durante el juicio. Ella respondió: «Sabes tan bien como nosotros que la guerra está perdida. ¿Por qué eres tan cobarde que no lo admitirás?» Antes de ser ejecutado Hans gritó: «¡Viva la libertad!»
Willi Graf ya había sido arrestado el 18 de febrero de 1943; En sus interrogatorios, que continuaron hasta su ejecución en octubre de 1943, cubrió con éxito a otros miembros del grupo. Alexander Schmorell fue reconocido, denunciado y arrestado el 24 de febrero de 1943, luego de su regreso a Múnich tras un intento fallido de viajar a Suiza. Kurt Huber fue detenido el 26 de febrero, y solo entonces la Gestapo se enteró de su papel dentro del grupo de la Rosa Blanca.
El segundo juicio de la Rosa Blanca tuvo lugar el 19 de abril de 1943. Fueron juzgados Hans Hirzel, Susanne Hirzel, Franz Josef Müller, Heinrich Guter, Eugen Grimminger, Heinrich Bollinger, Helmut Bauer y Falk Harnack. En el último minuto, el fiscal agregó a Traute Lafrenz, Gisela Schertling y Katharina Schüddekopf. Willi Graf, Kurt Huber y Alexander Schmorell fueron condenados a muerte. Otros once fueron condenados a prisión, y Falk Harnack fue absuelto de las acusaciones. Schmorell y Huber fueron ejecutados el 13 de julio de 1943. Willi Graf fue interrogado nuevamente, pero logró cubrir a su amigo Willi Bollinger, y finalmente fue ejecutado el 12 de octubre de 1943. El 29 de enero de 1945, fue ejecutado Hans Konrad Leipelt. Había sido enviado desde la Universidad de Hamburgo en 1940 debido a su ascendencia judía, y había copiado y distribuido los panfletos de la Rosa Blanca junto con su novia Marie-Luise Jahn. Los panfletos entonces se titulaban «Y su espíritu sigue vivo».
El tercer juicio de Rosa Blanca estaba programado para el 20 de abril de 1943, el cumpleaños de Hitler, que era un día festivo en la Alemania nazi. El juez Freisler tenía la intención de emitir sentencias de muerte contra Wilhelm Geyer, Harald Dohrn, Josef Söhngen y Manfred Eickemeyer. Debido a que no quería emitir demasiadas sentencias de muerte en un solo juicio, quería posponer el juicio hasta el día siguiente. Sin embargo, la evidencia en su contra se perdió, y el juicio finalmente tuvo lugar el 13 de julio de 1943. En ese juicio, Gisela Schertling, que había traicionado a la mayoría de los amigos, incluso miembros marginales como Gerhard Feuerle, cambió de opinión y se retractó de su testimonio en contra todos ellos. Como Freisler no presidió el tercer juicio, el juez absolvió por falta de pruebas a todos menos a Söhngen, quien fue sentenciado a seis meses de prisión. Después de su absolución el 19 de abril, Traute Lafrenz fue arrestada nuevamente. Ella pasó el último año de la guerra en prisión. Los juicios se pospusieron y se trasladaron a diferentes lugares debido a los ataques aéreos aliados. Su juicio finalmente se fijó para abril de 1945, después de lo cual probablemente habría sido ejecutada. Sin embargo, tres días antes del juicio, los Aliados liberaron la ciudad donde estaba prisionera, salvando así su vida.

## Reacciones en Alemania y en el extranjero durante la Segunda Guerra Mundial
Las esperanzas de los miembros de la Rosa Blanca de que la derrota en Stalingrado incitaría a la oposición alemana contra el régimen nazi y su guerra no se hizo realidad. Por el contrario, la propaganda nazi usó la derrota para llamar al pueblo alemán a abrazar la «Guerra Total». Casualmente, el 18 de febrero de 1943, el mismo día que vio los arrestos de Sophie y Hans Scholl y Christoph Probst, el ministro de propaganda nazi Joseph Goebbels pronunció su discurso en el Sportpalast, y su audiencia lo aplaudió con entusiasmo.
Poco después del arresto de los hermanos Scholl y Christoph Probst, los periódicos publicaron boletines de búsqueda de Alexander Schmorell. El 22 de febrero de 1943, los estudiantes de Múnich se reunieron y protestaron oficialmente contra los "traidores" que habían salido de sus filas. La jurisdicción nazi y de la Gestapo documentó en sus archivos su visión de los miembros de la Rosa Blanca como «traidores y derrotistas». El 23 de febrero, el periódico oficial del partido nazi, Völkischer Beobachter, y los periódicos locales en Múnich informaron brevemente sobre la captura y ejecución de algunos «delincuentes degenerados». Sin embargo, la red de amigos y simpatizantes demostró ser demasiado grande, por lo que los rumores sobre la Rosa Blanca no pudieron ser reprimidos por los funcionarios alemanes nazis. Otros enjuiciamientos tuvieron lugar hasta el final de la Segunda Guerra Mundial, y los periódicos alemanes continuaron informando, principalmente en breves notas, de que más personas habían sido arrestadas y castigadas. El 15 de marzo de 1943, un informe del Sicherheitsdienst del Schutzstaffel declaró que los rumores sobre los panfletos extendieron "considerable malestar" entre la población alemana. El informe expresó particular preocupación por el hecho de que los buscadores no entregaban panfletos a las autoridades nazis tan pronto como solían hacerlo en el pasado.
El 18 de abril de 1943, el «New York Times» mencionó la oposición estudiantil en Múnich. El periódico también publicó artículos el 29 de marzo de 1943 y el 25 de abril de 1943.
El 27 de junio de 1943 el Premio Nobel de Literatura Thomas Mann, en su programa mensual antinazi de la BBC dijo que la audiencia alemana elogiaba mucho el coraje de los miembros de la Rosa Blanca. La propaganda del ejército soviético emitió un panfleto, erróneamente atribuido por investigadores posteriores al Comité Nacional por una Alemania Libre, en honor a la lucha de la Rosa Blanca por la libertad.
El texto del sexto panfleto de la Rosa Blanca fue enviado de contrabando fuera de Alemania a través de Escandinavia hasta el Reino Unido por el abogado alemán del Círculo de Kreisau, Helmuth James Graf von Moltke. En julio de 1943 los aliados lanzaron copias sobre Alemania desde sus aviones, con el título «El manifiesto de los estudiantes de Múnich». Así, las actividades de la Rosa Blanca se hicieron ampliamente conocidas en la Segunda Guerra Mundial en Alemania, pero, al igual que otros intentos de resistencia, no provocaron ninguna oposición activa contra el régimen totalitario dentro de la población alemana.

## Investigación histórica
Durante muchos años, las principales fuentes de investigación se limitaron a las proporcionadas por los miembros de La Rosa blanca y sus partidarios. Estos incluyeron el libro conmemorativo de 1952 de Inge Scholl "La rosa blanca", copias sobrevivientes de los panfletos, cartas y diarios de Sophie y Hans Scholl y Willi Graf, y otras personas con conocimiento directo de las actividades del grupo. Con el fin del comunismo en la Unión Soviética y la República Democrática Alemana a principios de la década de 1990, los protocolos de interrogatorio de la Gestapo y otros documentos de las autoridades nazis se hicieron públicos. Los protocolos de interrogatorio formaban parte de los documentos del Volksgerichtshof, y fueron confiscados por el Ejército Rojo soviético y llevados a Moscú. Aquí, se mantuvieron en secreto en un archivo especial. Después de la fundación de la República Democrática Alemana, la mayor parte de los documentos nazis fueron entregados al gobierno de Alemania Oriental, excepto los documentos relacionados con Alexander Schmorell, quien nació en Rusia. Los documentos fueron distribuidos entre el Archivo Central del Partido Comunista de la Unidad Socialista de Alemania y el archivo del Ministerio de Seguridad del Estado. Con la reunificación alemana, los documentos fueron transferidos al Archivo Federal de Alemania en Berlín, y finalmente publicados. Los documentos relativos a Alexander Schmorell aún permanecen en el Archivo Militar Estatal de Rusia, pero se han transcrito y publicado por completo en una edición alemana/rusa.

## Legado y homenajes
Con la caída de la Alemania nazi, la Rosa Blanca llegó a representar la oposición a la tiranía en la psique alemana y fue elogiada por actuar sin interés en el poder personal o el engrandecimiento personal. Su historia se hizo tan conocida que el compositor Carl Orff afirmó (falsamente por algunos relatos) a sus interrogadores aliados que fue miembro fundador de la Rosa Blanca y fue liberado. Conocía personalmente a Huber, pero no hay evidencia de que Orff haya estado involucrado en el movimiento.
El 5 de febrero de 2012 Alexander Schmorell fue canonizado como Nuevo Mártir por la Iglesia ortodoxa.
La plaza donde se encuentra la sala central de Universidad de Múnich ha sido nombrada «Geschwister-Scholl-Platz» en honor a Hans y Sophie Scholl; la plaza de enfrente es «Profesor-Huber-Platz». Junto a la universidad hay dos grandes fuentes, una a cada lado de la avenida Ludwigstrasse. La fuente frente a la universidad está dedicada a Hans y Sophie Scholl. La otra, al otro lado de la calle, está dedicada al profesor Huber. Muchas escuelas, calles y otros lugares en Alemania tienen nombres de los miembros de la Rosa Blanca.
En la ciudad de Hamburgo, en la que hubo una importante célula de la Rosa Blanca, llamada también la Rosa Blanca de Hamburgo, existe en su honor una calle, la Geschwister Scholl Straße, en la que se encuentra una antigua celda de castigo.
Uno de los principales premios literarios de Alemania se llama Geschwister-Scholl-Preis (el premio «Scholl Siblings»). Del mismo modo, el asteroide 7571 Weisse Rose lleva el nombre del grupo.

### Cine y música
Las actividades del grupo han sido tema de dos películas alemanas: Die weiße Rose, de 1982, dirigida por Michael Verhoeven, y distribuida en los Estados Unidos (subtitulada) como The White Rose, y Sophie Scholl - Die letzten Tage, del 2005, dirigida por Marc Rothemund.
También ha dado pie a una ópera, Weiße Rose, de Udo Zimmermann, escenas para dos cantantes y conjunto instrumental, basadas en textos de Wolfgang Willaschek. Otras piezas musicales han sido «In memoriam: die Weisse Rose» de Hans Werner Henze y la ópera Kommilitonen! de Peter Maxwell Davies, y una pieza de órgano de 2017 de Carlotta Ferrari.
En 1997, el grupo francés de dark ambient Les joyaux de la princesse publicó, en colaboración con Regard Extrême, el ya clásico en el género: "Die Weiße Rose".
Les han sido dedicadas dos canciones: Die weiße Rose, de Konstantin Wecker, y The White Rose, de los Maniacs.
Además, Mr. Robot, la serie de televisión estadounidense creada por Sam Esmail, nombra de esta manera uno de los personajes recurrentes de la primera temporada.